# قرن نفس (فیلم)
قرن نفس (انگلیسی:The century of the self) نام یک فیلم مستند به طول چهار ساعت می‌باشد که توسط آدام کورتیس تهیه شده است.
"این برنامه نشان می‌دهد که چگونه افرادی که در قدرت هستند، به کمک نظریات فروید، به کنترل جمعیت خطرناک در دوران دموکراسی انبوه پرداختند. " - آدام کورتیس
در این مستند، ضمن بیان تاریخچه‌ای از دو مقولهٔ دموکراسی و روابط عمومی (Public Relations)، به بررسی تأثیر نظریات فروید بر رابطهٔ مردم، حکومت و شرکت‌های بزرگ تجاری می‌پردازد.
از شخصیت‌های معرفی شده در این برنامه، علاوه بر زیگموند فروید، می‌توان به ادوارد برنی، آنا فروید، ویلهلم رایش، فیلیپ گولد و ماتیو فروید اشاره کرد.

## پیوندها
- هر چهار قسمت قابل دیدن هستند.[پیوند مرده]
- صفحهٔ فیلم در BBC بایگانی‌شده  در ۱۴ مه ۲۰۱۱ توسط Wayback Machine